# Luisierella
Luisierella là một chi rêu trong họ Pottiaceae.